# Schloss Seibersdorf (Niederösterreich)

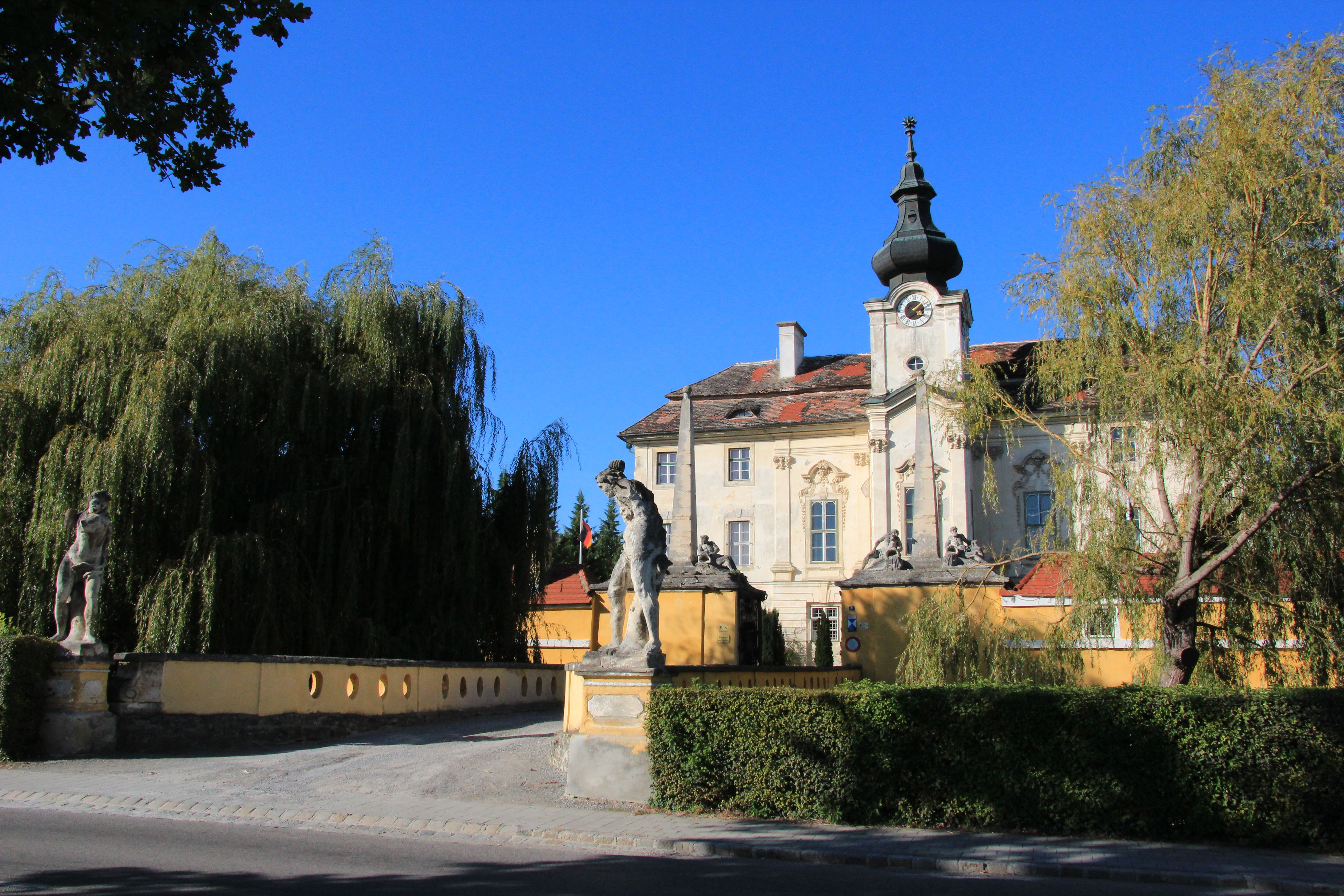
Schlossanlage Seibersdorf

Das Schloss Seibersdorf ist ein burgartiges Renaissanceschloss in der niederösterreichischen Gemeinde Seibersdorf.
Der dreigeschoßige Bau liegt in der Ortsmitte, ist von einem ehemaligen Wassergraben umgeben und über eine Steinbrücke erreichbar. Zum Schlosshof führt ein schmiedeeisernes Tor zwischen zwei Obelisken. Zu besichtigen ist das in Privatbesitz befindliche Schloss nur von außen. Die Schlossanlage befindet sich unter Denkmalschutz (Listeneintrag), während der Schlosspark als Naturdenkmal geführt wird.

## Geschichte

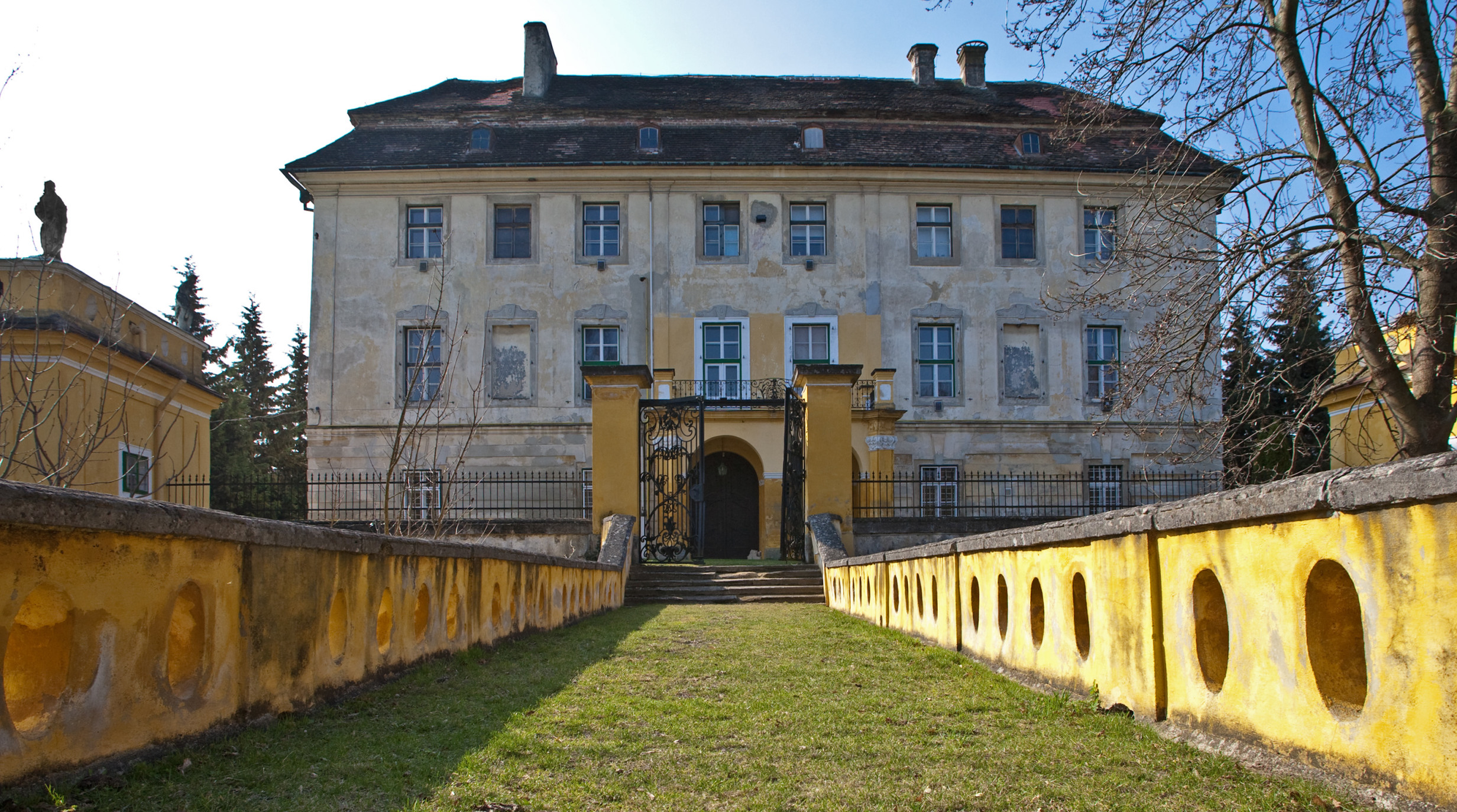
Rückansicht

Das Schloss dürfte im 16. Jahrhundert errichtet worden sein. Vorgängerbauten sind nicht bekannt. Im Jahr 1594 waren Georg Leonhard und Rudolf von Stoitzing die Besitzer, im 17. Jahrhundert Franz Graf Nadasdy von Pottendorf. Nach der Hinrichtung von Graf Nadasdy ging das Schloss in den Besitz von Niklas Palffy, Graf von Erdőd und schon ein paar Jahre danach an Julius Friedrich Graf Busselini über. Das Schloss wurde in den Osmanenkriegen um 1683 nicht eingenommen. 1709 kam die Herrschaft in den Besitz von Christoph Ernst Graf Fuchs von Bimbach. Seine Witwe verkaufte sie aber bereits 1715 an Leopold Carl Graf Cavriani. Von ihm wurde das Gebäude im Barockstil umgebaut und mit einer neuen Fassade versehen. In dessen Familie blieb der Besitz bis zum Jahr 1932, als das Schloss an das Ehepaar Riedemann-Ledebur veräußert wurde.
Nach dem Zweiten Weltkrieg wurde der Bau stark devastiert und das Inventar ging verloren. Das Gebäude selbst wurde an eine Hotel AG und der Gutsbetrieb anderweitig verkauft.
Seit 1971 ist das Schloss im Besitz eines Handelsunternehmens. Das Aussehen ist aber nahezu identisch, wie es im Jahr 1672 von Georg Matthäus Vischer gezeichnet wurde.
Im Jahr 2012 diente das Schloss als Filmkulisse für den Film Alles Schwindel, einer Verwechslungskomödie rund um den „Kuss“ von Gustav Klimt von Wolfgang Murnberger.